# Vojislavljevići
Vojislavljevići (crnog. ćiril. Војислављевићи) su crnogorska narodna dinastija, vladari Dukljanskoga kraljevstva od sredine 10. st do konca 12. st. 

## Opći kontekst
Tijekom vladavine Vojislavljevića provincija Duklja (nekoć dio Rimskoga carstva, Crvene Hrvatske, Raške, Bizantskog Carstva) uzdigla se od statusa pokrajine u primorju oko Skadarskog jezera na razinu nezavisnog južnoslavenskoga kraljevstva.

## Utemeljitelj
Službeni utemeljitelj dinastije je Vojislav, dukljanski knez i arhont.

## Kraljevstvo
Prvi kralj dinastije Vojislavljevića je bio Mihailo kojemu je papa Grgur VII. poslao kraljevsku krunu.
Moć dinastije Vojislavljevića je od polovice 11. stoljeća imala uzlaznu liniju.

## Vrhunac
Na vrhuncu su Vojislavljevići bili za doba Bodina, kada se teritorij dukljanskoga kraljevstva rasprostirao od Neretve na zapadu do rijeke Vojuše na istoku (suvremena Albanija), a na sjeveru je obuhvaćalo velike dijelove Raške i Bosne.
Nakon crkvenog raskola 1054. godine ostalo je Dukljansko kraljevstvo pod Vojislavljevićima rimokatoličko. Srpski župan Nemanja je 1185. napao Duklju, razorio sve njene gradove (izuzev Kotora) i zauzeo je.

## Titule
- Dvojica najmoćnijih dukljanskih vladara, kraljevi Mihailo i Bodin, nosili su titule priznate i u Carigradu i u Rimu, općenito i u drugim zemljama i kod drugih naroda:

Michaeli Sclavorum Regi
Mihailo, kralj Slavena
Regis Bodin gloriossimi

Bodin, veleslavni kralj
καὶ ἐζουσιαστ(η) Διοκλίας (καὶ) Σερβ(ίας)
Protosevast i eksusijast Duklje i Srbije
Цар на България Петър III
Car Bugarske Petar III.

## Grb
- Grb Vojislavljevića imao je zlatnu kosu lentu, s heraldičke lijeve u desnu stranu, koja je razdvajala dijagonalni izduženi štit. Zastupljene su boje crvena i zlatna, kojima se u heraldici simbolizira hrabrost i velikodušnost. Grb Vojislavljevića je temelj na osnovu kojega se povijest crnogorskog državnog grba.

## Vladari iz dinastije Vojislavljevića
- Bodin, kralj dukljanski
- Duklja za doba Bodina
- Pečat kralja Đorđa

- Vojislav, dukljanski knez, Sveti Vladimir mu je bio stric ili brat od strica, vladao od 1018. do 1043., osamostalio Duklju, 1042. pobijedio kombiniranu bizantsku vojsku. Utemeljitelj dinastije Vojislavljevića.

- Neda, nećaka bugarskoga cara Samuila je bila žena kneza Vojislava. Nakon njegove smrti 1043. vladala sa sinovima kao "kraljica". Umrla je vjerojatno 1045. godine.

- Mihailo, dukljanski kralj, vladao od 1046. do 1081., dobio kraljevske oznake od pape Grgura VII. najkasnije 1078. godine.

- Bodin, dukljanski kralj, vladao od 1082. do 1108. godine, za njegovoga doba Dukljansko kraljevstvo bilo je na vrhuncu.

- Mihailo II., dukljanski kralj, naslijedio oca Bodina nakon njegove smrti 1108. godine, no ubrzo je bio svrgnut.

- Dobroslav, dukljanski kralj, sin Mihaila i polubrat Bodina, voljom je naroda izabran za kralja, no ubrzo je postao žrtva urote koju je ispleo raški župan Vukan koji ga je zatvorio. Pustio ga je na slobodu.

Nakon što je kralj Vladimira umro i sahranjen je u manastiru Svetih Srđa i Vakha, kraljevi ljudi su po savjetu Jakvinte udružili se protiv kralja Dobroslava, izvukli ga iz zatvora, iskopali mu oči i odsjekli mošnice te ga poslali u manastir Svetih Srđa i Vakha pokraj rijeke Bojane, gdje je živjeći dugo vremena s kaluđerima umro.
- Vladimir, dukljanski kralj, unuk Mihaila, surađivao s raškim županom Vukanom i bio eksponent raške struje u Duklji o kojoj izvještava i Ljetopis popa Dukljanina. Otrovan je 1118. po naređenju Bodinove žene kraljice Jakvinte.

- Đuro, u dva navrata dukljanski kralj, najprije uz prekide od 1113. do 1118. a onda u razdoblju od 1125. do 1131. godine. Sin Bodinov. Sa svojom majkom Jakvintom je pokušao obnoviti slavu i nezavisnost Bodinove države. No, Bizant je iskoristio unutarnje borbe, pa su uz potporu unutarnjih neprijatelja i Srba poduzeli vojni napad na Duklju, zauzeli prijestolnicu Skadar, uhitili Đuru i odveli u Carigrad gdje je i umro.

- Grubeša, dukljanski kralj, sin kneza Branislava, vladao od 1118. do 1125. kao bizantski vazal, te ratovao protiv kralja Đure, u jednom takvom boju i pogunuo.

- Gradihna (Gradinja), dukljanski kralj, vladao od 1131. do 1141. godine, sin kneza Branislava, za kralja postavljen kao bizantski vazal. Ljetopis popa Dukljanina opisuje kako je bio Gradihna "blag, krotak, milosrdan, zaštitnik udovica i siročadi". Moć je Dukljanskoga kraljevstva za njegova doba već bila na izmaku.

- Radoslav, dukljanski knez, vladao od 1142. do oko 1163. godine. Naslijedio prijestolje do svoga oca kralja Gradihne, no za razliku od njega i svih ostalih Vojislavljevića od doba Mihaila, Radoslav nije nosio titulu kralja, što bjelodano svjedoči o dezintegraciji moći Dukljanskoga kraljevstva. Skupa sa svojom braćom Jovanom i Vladimirom pokušao je Radoslav se suprotstaviti svojim unutarnjim prosrpski orijentiranim neprijateljima i organizirati oružani otpor napadima koje je poticao raški župan. No, u tome nisu imali uspjeha.

- Mihailo III., sin i nasljednik kneza Radoslava, na dukljanskom prijestolju od 1163. do 1186. godine. Mihailo III. potporu da se pred navalom Srba čiji je predvoditelj bio Stefan Nemanja, pokušao pronaći u Bizantu. Do 1186. to mu je donekle i polazilo za rukom, no te je godine Nemanja potpuno pokorio dukljansku državu i razrušio, osim Kotora, sve dukljanske gradove.

## Vanjske poveznice
- Obiteljske veze Vojislavljevića (crn.)
- Dr. Božidar Šekularac, Dukljanska država - crnogorski iskon i korijen
- Dr Fran Milobar: Dukljansko kraljevstvo, Sarajevo, 1900.g. (odlomak)